# World Poker Tour (stagione 7)
Di seguito sono elencati i risultati della settima stagione del World Poker Tour (2008–2009).

## Risultati

### Spanish Championship
- Casino: Casino Barcellona
- Buy-in: €5.000
- Data: 23-27 maggio 2008
- Iscritti: 253
- Montepremi totale: €1.278.396
- Giocatori premiati: 27

| Piazzamento | Nome             | Premio   |
| ----------- | ---------------- | -------- |
| 1°          | Casper Hansen    | €425.000 |
| 2°          | Stefan Mattsson  | €220.000 |
| 3°          | Thiago Nishijima | €112.300 |
| 4°          | Andres Vidal     | €87.400  |
| 5°          | Guy Sitbon       | €75.000  |
| 6°          | Martin Lundenius | €62.300  |

### Bellagio Cup IV
- Casino: Bellagio
- Buy-in: $15.000
- Data: 11-17 luglio 2008
- Iscritti: 446
- Montepremi totale: $6.489.300
- Giocatori premiati: 100

| Piazzamento | Nome              | Premio     |
| ----------- | ----------------- | ---------- |
| 1°          | Mike Watson       | $1.673.770 |
| 2°          | David Benyamine   | $840.295   |
| 3°          | Luke Staudenmaier | $452.465   |
| 4°          | Ralph Perry       | $290.900   |
| 5°          | John Phan         | $193.915   |
| 6°          | Gabriel Thaler    | $129.275   |

### Legends of Poker
- Casino: Bicycle Casino, Los Angeles
- Buy-in: $10.000
- Data: 23-28 agosto 2008
- Iscritti: 373
- Montepremi totale: $3.520.738
- Giocatori premiati: 36

| Piazzamento | Nome          | Premio     |
| ----------- | ------------- | ---------- |
| 1°          | John Phan     | $1.116.428 |
| 2°          | Amit Makhija  | $563.320   |
| 3°          | Zachary Clark | $281.645   |
| 4°          | Paul Smith    | $246.450   |
| 5°          | Trong Nguyen  | $211.245   |
| 6°          | Kyle Wilson   | $176.035   |

### Borgata Poker Open
- Casino: Borgata, Atlantic City
- Buy-in: $10.000
- Data: 14-18 settembre 2008
- Iscritti: 516
- Montepremi totale: $5.000.000
- Giocatori premiati: 54

| Piazzamento | Nome           | Premio     |
| ----------- | -------------- | ---------- |
| 1°          | Vivek Rajkumar | $1.424.500 |
| 2°          | Sang Kim       | $750.000   |
| 3°          | Dan Heimiller  | $387.500   |
| 4°          | Jason Strochak | $337.500   |
| 5°          | Mark Seif      | $287.500   |
| 6°          | Andrew Knee    | $237.500   |

### North American Poker Championship
- Casino: Fallsview Casino Resort, Cascate del Niagara
- Buy-in: C$10.000
- Data: 10-16 ottobre 2008
- Iscritti: 454
- Montepremi totale: C$4.374.475
- Giocatori premiati: 45

| Piazzamento | Nome           | Premio      |
| ----------- | -------------- | ----------- |
| 1°          | Glen Witmer    | C$1.250.352 |
| 2°          | Gavin Smith    | C$612.427   |
| 3°          | Kathy Liebert  | C$319.337   |
| 4°          | Ryan Fisler    | C$262.469   |
| 5°          | Marc Karam     | C$196.851   |
| 6°          | James Trenholm | C$153.107   |

### Festa Al Lago
- Casino: Bellagio
- Buy-in: $15.000
- Data: 20-26 ottobre 2008
- Iscritti: 368
- Montepremi totale: $5.354.000
- Giocatori premiati: 50

| Piazzamento | Nome                 | Premio     |
| ----------- | -------------------- | ---------- |
| 1°          | Bertrand Grospellier | $1.411.015 |
| 2°          | Nam Le               | $943.215   |
| 3°          | Osmin Dardon         | $506.245   |
| 4°          | Nenad Medić          | $373.010   |
| 5°          | Adam Levy            | $266.445   |
| 6°          | Will Mietz           | $186.510   |

### Foxwoods World Poker Finals
- Casino: Foxwoods, Mashantucket, Connecticut
- Buy-in: $10.000
- Data: 5-11 novembre 2008
- Iscritti: 412
- Montepremi totale: $3.876.508
- Giocatori premiati: 50

| Piazzamento | Nome             | Premio     |
| ----------- | ---------------- | ---------- |
| 1°          | Jonathan Little  | $1.120.310 |
| 2°          | Jonathan Jaffe   | $670.636   |
| 3°          | Charles Marchese | $337.256   |
| 4°          | David Pham       | $240.344   |
| 5°          | Jack Schanbacher | $182.196   |
| 6°          | Mike Matusow     | $124.048   |

### Doyle Brunson Five Diamonds World Poker Classic
- Casino: Bellagio, Las Vegas
- Buy-in: $15.000
- Data: 13-19 dicembre 2008
- Iscritti: 497
- Montepremi totale: $7.231.350
- Giocatori premiati: 100

| Piazzamento | Nome          | Premio     |
| ----------- | ------------- | ---------- |
| 1°          | David Rheem   | $1.538.730 |
| 2°          | Justin Young  | $936.760   |
| 3°          | Evan McNiff   | $540.440   |
| 4°          | Steve Sung    | $396.205   |
| 5°          | Amnon Filippi | $288.235   |
| 6°          | Hoyt Corkins  | $216.175   |

### Southern Poker Championship
- Casino: Beau Rivage, Biloxi
- Buy-in: $10.000
- Data: 14-17 gennaio 2009
- Iscritti: 283
- Montepremi totale: $2.662.747
- Giocatori premiati: 27

| Piazzamento | Nome              | Premio     |
| ----------- | ----------------- | ---------- |
| 1°          | Allen Carter      | $1.025.500 |
| 2°          | Bobby Suer        | $501.028   |
| 3°          | Soheil Shamseddin | $263.725   |
| 4°          | Hilbert Shirey    | $184.607   |
| 5°          | Tyler Smith       | $134.500   |
| 6°          | Chuck Kim         | $105.490   |

### L.A. Poker Classic
- Casino: Commerce Casino, Los Angeles
- Buy-in: $10.000
- Data: 21-26 febbraio 2009
- Iscritti: 696
- Montepremi totale: $6.681.600
- Giocatori premiati: 63

| Piazzamento | Nome                 | Premio     |
| ----------- | -------------------- | ---------- |
| 1°          | Cornel Andrew Cimpan | $1.686.760 |
| 2°          | Binh Nguyen          | $935.424   |
| 3°          | Mike Sowers          | $654.797   |
| 4°          | Chris Karagulleyan   | $430.963   |
| 5°          | Pat Walsh            | $310.694   |
| 6°          | Chris Ferguson       | $240.538   |

### Bay 101 Shooting Star
- Casino: Bay 101, San Jose
- Buy-in: $10.000
- Data: 16-20 marzo 2009
- Iscritti: 391
- Montepremi totale: $3.714.500
- Giocatori premiati: 45

| Piazzamento | Nome          | Premio     |
| ----------- | ------------- | ---------- |
| 1°          | Steve Brecher | $1.025.500 |
| 2°          | Kathy Liebert | $550.000   |
| 3°          | Chris Moore   | $291.500   |
| 4°          | Tony Behari   | $230.000   |
| 5°          | Thao Le       | $180.000   |
| 6°          | Chau Vu       | $135.000   |

### Foxwoods Poker Classic
- Casino: Foxwoods, Mashantucket, Connecticut
- Buy-in: $10.000
- Data: 3-8 aprile 2009
- Iscritti: 259
- Montepremi totale: $2.436.930
- Giocatori premiati: 30

| Piazzamento | Nome             | Premio   |
| ----------- | ---------------- | -------- |
| 1°          | Vadim Trincher   | $731.079 |
| 2°          | Amnon Filippi    | $409.405 |
| 3°          | Lenny Cortellino | $214.449 |
| 4°          | Matt Casterella  | $138.905 |
| 5°          | Alex Perelberg   | $106.007 |
| 6°          | Joe Raposa       | $85.292  |

### WPT World Championship
- Casino: Bellagio
- Buy-in: $25.000
- Data: 18-25 aprile 2009
- Iscritti: 338
- Montepremi totale: $8.172.250
- Partecipanti: 50

| Piazzamento | Nome                 | Premio     |
| ----------- | -------------------- | ---------- |
| 1°          | Yevgeniy Timoshenko  | $2.143.655 |
| 2°          | Ran Azor             | $1.441.975 |
| 3°          | Bertrand Grospellier | $773.940   |
| 4°          | Christian Harder     | $570.265   |
| 5°          | Shannon Shorr        | $407.340   |
| 6°          | Scotty Nguyen        | $285.135   |